# Armon Johnson
Pour les articles homonymes, voir Johnson.
Armon Johnson, né le 23 février 1989 à Reno, aux États-Unis, est un joueur américain de basket-ball. Il évolue au poste de meneur. Il est aujourd'hui assistant de premier cycle pour les Wolf Pack du Nevada.

## Carrière

### Joueur
Armon Johnson est drafté en 2010 au 34ème choix par les Trail Blazers de Portland. En août 2010, à l'issue de la NBA Summer League, il signe un contrat rookie avec la franchise de l'Oregon.
Le 28 janvier 2011, il est envoyé chez le Stampede de l'Idaho en D-League. Durant les saisons 2010-2011 et 2011-2012, il effectue plusieurs aller-retour entre les deux ligues. Le 27 février 2012, les Blazers coupent Johnson pour faire de la place à Joel Przybilla.
Le 9 avril 2012, il signe un contrat de 10 jours avec les Nets du New Jersey. Puis, il signe un contrat jusqu'à la fin de la saison.
Le 29 septembre 2012, il s'engage avec le Magic d'Orlando. Mais il est coupé par la franchise en octobre 2012 après avoir joué seulement 5 matches de pré-saison.
En décembre 2012, il rejoint le Kazakhstan et l'équipe du BC Astana. Peu de temps après son arrivée, il se blesse gravement au genou et met un terme à sa saison.
En mars 2014, et après une année blanche, il s'engage avec le CB Valladolid pour le reste de la saison.
En juillet 2014, Johnson retente sa chance en NBA le temps de la Summer League avec les Clippers de Los Angeles.
En juillet 2014, Armon Johnson s'engage en France avec Le Mans Sarthe Basket. Mais il est remercié par le club le 29 octobre après seulement 5 matches.
Le 2 avril 2015, les Spurs d'Austin engage Johnson pour la fin de saison.
En août 2015, il s'engage avec le club allemand du BG 74 Göttingen mais il quitte le club seulement un mois après son arrivée avant le début de la saison.
En octobre 2016, il s'engage avec les Senators du Nevada basés à Reno pour la saison 2016-2017.

### Entraîneur
En mai 2019, il est nommé entraîneur de l'équipe masculine dans l'école privée Excel Christian de Sparks.

## Clubs successifs
- 2010-2012 :  Trail Blazers de Portland (NBA)
- 2010-2012 :  Stampede de l'Idaho (D-League)
- 2012 :  Nets du New Jersey (NBA)
- 2012-2013 :  BC Astana (KBC)
- 2014 :  CB Valladolid (Liga Endesa)
- 2014 :  Le Mans Sarthe Basket (Pro A)
- 2015 :  Spurs d'Austin (D-League)
- 2016-2017 :  Senators du Nevada

## Statistiques

### En universitaire
| Saison    | Equipe              | Match | Titulaire | Min./m | % Tir | % 3pts | % LF | Rbds/m. | Pass/m. | Int./m. | Ctr./m. | Pts/m. |
| --------- | ------------------- | ----- | --------- | ------ | ----- | ------ | ---- | ------- | ------- | ------- | ------- | ------ |
| 2007-2008 | Wolf Pack du Nevada | 33    | 32        | 31.2   | 48.2  | 34.6   | 77.6 | 4.0     | 3.4     | 0.8     | 0.2     | 11.5   |
| 2008-2009 | Wolf Pack du Nevada | 34    | 33        | 32.3   | 43.1  | 27.8   | 78.9 | 3.6     | 4.3     | 0.9     | 0.2     | 15.5   |
| 2009-2010 | Wolf Pack du Nevada | 34    | 34        | 34.5   | 49.5  | 23.9   | 67.8 | 3.4     | 5.6     | 0.8     | 0.4     | 15.7   |
| Total     |                     | 101   | 99        | 32.7   | 46.7  | 28.9   | 75   | 3.7     | 4.4     | 0.8     | 0.2     | 14.3   |

### En NBA
| Saison    | Equipe                    | Match | Titulaire | Min./m | % Tir | % 3pts | % LF | Rbds/m. | Pass/m. | Int./m. | Ctr./m. | Pts/m. |
| --------- | ------------------------- | ----- | --------- | ------ | ----- | ------ | ---- | ------- | ------- | ------- | ------- | ------ |
| 2010-2011 | Trail Blazers de Portland | 38    | 0         | 7.3    | 45.5  | 41.7   | 59.1 | 0.9     | 1.2     | 0.1     | 0.0     | 2.9    |
| 2011-2012 | Trail Blazers de Portland | 1     | 0         | 5.0    | 100   | 0.0    | 0.0  | 1.0     | 0.0     | 1.0     | 0.0     | 2.0    |
| 2011-2012 | Nets du New Jersey        | 8     | 0         | 14.9   | 45.2  | 33.3   | 100  | 1.5     | 1.4     | 0.5     | 0.0     | 5.6    |
| Total     |                           | 47    | 0         | 8.5    | 45.8  | 40.0   | 67.9 | 1.0     | 1.2     | 0.2     | 0.0     | 3.3    |

### En D-League
| Saison    | Equipe              | Match | Titulaire | Min./m | % Tir | % 3pts | % LF | Rbds/m. | Pass/m. | Int./m. | Ctr./m. | Pts/m. |
| --------- | ------------------- | ----- | --------- | ------ | ----- | ------ | ---- | ------- | ------- | ------- | ------- | ------ |
| 2010-2011 | Stampede de l'Idaho | 9     | 1         | 27.7   | 59.7  | 27.3   | 79.2 | 4.2     | 3.0     | 0.8     | 0.3     | 18.2   |
| 2011-2012 | Stampede de l'Idaho | 6     | 2         | 26.5   | 38.4  | 20.0   | 56.3 | 4.5     | 6.8     | 1.5     | 0.0     | 11.0   |
| 2014-2015 | Spurs d'Austin      | 2     | 1         | 19.0   | 0.0   | 0.0    | 100  | 1.5     | 3.5     | 0.0     | 0.0     | 1.0    |
| Total     |                     | 17    | 4         | 26.2   | 49.7  | 21.1   | 71.4 | 4.0     | 4.4     | 0.9     | 0.2     | 13.6   |

### En Europe
| Saison    | Equipe                | Match | Min./m | % Tir | % 3pts | % LF | Rbds/m. | Pass/m. | Int./m. | Ctr./m. | Pts/m. |
| --------- | --------------------- | ----- | ------ | ----- | ------ | ---- | ------- | ------- | ------- | ------- | ------ |
| 2013-2014 | CB Valladolid         | 11    | 22.1   | 53.7  | 33.3   | 62.5 | 2.1     | 3.5     | 0.8     | 0.0     | 10.9   |
| 2014-2015 | Le Mans Sarthe Basket | 5     | 17.2   | 36.0  | 0.0    | 62.5 | 1.0     | 2.2     | 0.2     | 0.0     | 4.6    |
| Total     |                       | 16    | 20.6   | 50.0  | 27.3   | 62.5 | 1.8     | 3.1     | 0.6     | 0.0     | 8.9    |

## Records personnels
| Type de statistiques | NBA    | NBA           | NBA        | NBA      | D-League | D-League | D-League                 | D-League | Europe | Europe        | Europe               | Europe   |
| Type de statistiques | Record | Equipe        | Adversaire | Date     | Record   | Equipe   | Adversaire               | Date     | Record | Equipe        | Adversaire           | Date     |
| -------------------- | ------ | ------------- | ---------- | -------- | -------- | -------- | ------------------------ | -------- | ------ | ------------- | -------------------- | -------- |
| Points               | 12     | Trail Blazers | Lakers     | 07/11/10 | 23       | Stampede | Flash d'Utah             | 21/02/11 | 23     | CB Valladolid | Montakit Fuenlabrada | 17/05/14 |
| Rebonds offensifs    | 2      | Trail Blazers | Jazz       | 20/11/10 | 3        | Stampede | Bakersfield Jam          | 07/01/12 | /      | /             | /                    | /        |
| Rebonds défensifs    | 3      | Trail Blazers | Warriors   | 13/04/11 | 5        | Stampede | Los Angeles D-Fenders    | 14/01/12 | 6      | CB Valladolid | Casademont Zaragoza  | 11/05/14 |
| Passes décisives     | 5      | Trail Blazers | Bucks      | 02/11/10 | 10       | Stampede | Bakersfield Jam          | 06/01/12 | 6      | CB Valladolid | Montakit Fuenlabrada | 17/05/14 |
| Interceptions        | 4      | Nets          | Raptors    | 26/04/12 | 3        | Stampede | Los Angeles D-Fenders    | 13/01/12 | 3      | CB Valladolid | Montakit Fuenlabrad  | 17/05/14 |
| Contres              | 1      | Trail Blazers | Knicks     | 30/10/10 | 1        | Stampede | Flash d'Utah             | 21/02/11 | 1      | BC Astana     | Kalev/Cramo          | 16/12/12 |
| Ballons perdus       | 6      | Trail Blazers | Raptors    | 06/11/10 | 6        | Stampede | Bakersfield Jam          | 11/01/12 | 4      | Le Mans       | Cholet               | 27/10/14 |
| Minutes jouées       | 35     | Trail Blazers | Warriors   | 13/04/11 | 30       | Stampede | Bakersfield Jam          | 06/01/12 | 31     | CB Valladolid | Montakit Fuenlabrad  | 17/05/14 |
| 2 points réussis     | 5      | Trail Blazers | Warriors   | 13/04/11 | 10       | Stampede | Flash d'Utah             | 21/02/11 | 8      | CB Valladolid | Montakit Fuenlabrad  | 17/05/14 |
| 2 points tentés      | 11     | Trail Blazers | Warriors   | 13/04/11 | 18       | Stampede | Flash d'Utah             | 21/02/11 | 12     | CB Valladolid | Montakit Fuenlabrad  | 17/05/14 |
| 3 points réussis     | 2      | Trail Blazers | Bucks      | 02/11/10 | 1        | Stampede | Erie BayHawks            | 09/01/12 | 1      | BC Astana     | Kalev/Cramo          | 16/12/12 |
| 3 points tentés      | 3      | Nets          | Raptors    | 26/04/12 | 2        | Spurs    | Rio Grande Valley Vipers | 02/04/15 | 3      | CB Valladolid | RETAbet Bilbao B.    | 06/04/14 |
| Lancés francs tentés | 6      | Trail Blazers | Bulls      | 01/11/10 | 6        | Stampede | Bakersfield Jam          | 07/01/12 | 6      | CB Valladolid | Montakit Fuenlabrad  | 17/05/14 |